# Пастушный
Пастушный — посёлок в Шалинском районе Свердловской области России. Входит в Шалинский муниципальный округ.
Ранее посёлок входил в состав Саргинского сельсовета Шалинского района.

## География
Посёлок Пастушный расположен в 8 километрах к востоко-юго-востоку от посёлка Шаля (в 15 километрах по дорогам), в лесной местности, по обоим берегам реки Сарги — левого притока Сылвы. Правобережная часть посёлка называется Заимка. В посёлке расположен остановочный пункт (ранее станция) Пастушный Свердловской железной дороги (главный ход Транссиба, участок Пермь — Екатеринбург). В двух километрах к югу от посёлка Пастушного по левому притоку реки Сарги расположен пруд Шатлык.

## История
Посёлок Пастушный основан в 1907—1908 годах в связи со строительством железной дороги.

## Население
| 2002 | 2010 | 2021 |
| ---- | ---- | ---- |
| 150  | ↘103 | ↘61  |